# Bundesverband der Kleingartenvereine Deutschlands
Der Bundesverband der Kleingartenvereine Deutschlands e. V. (BKD) – bis 2023 Bundesverband Deutscher Gartenfreunde e.V. – ist eine Dachorganisation der deutschen Kleingärtner und  Interessenvertretung des deutschen Kleingartenwesens. Unter dem Dachverband existieren 20 Landesverbände mit über 13.000 Kleingärtnervereinen. Auf die Vereine verteilen sich knapp 900.000 Kleingärten, die von rund fünf Millionen Kleingärtnern genutzt werden. Die Kleingärten umfassen zusammengenommen eine Fläche von 44.000 Hektar. Das sind 0,25 Prozent der gesamten landwirtschaftlichen Nutzfläche.

## Aufgaben und Ziele
Als Dachorganisation berät und unterstützt der BKD seine Mitglieder in allen Belangen der Vereinsarbeit. Über Bildungsangebote stärkt er die fachliche Kompetenz der Kleingärtner.
Der BKD veranstaltet Fachtagungen für seine Mitglieder zu den Themenfeldern Umwelt, Gartenfachberatung, Gesellschaft und Soziales, Verbandsmanagement und Recht. Er ist außerdem Herausgeber der vierteljährlich erscheinenden Zeitschrift Der Fachberater und veröffentlicht Broschüren und Merkblätter zu verschiedenen Fragen des Kleingartenwesens.
Eine Aufgabe des Verbandes ist die Pflege und Förderung der Kleingartenkultur, insbesondere auch zu Fragen der ökologischen, klimafreundlichen und ansprechenden Gestaltung von Gärten und Anlagen.
Der Verband tritt ein für die Erhaltung von Kleingärten als Sinn stiftende Orte der Freizeitgestaltung und unverzichtbare Bestandteile einer sozialen Stadt. Er ist auch Veranstalter des Tags des Gartens.
Politisch wirkt der Verband darauf hin, dass Kleingärten auch in Zukunft für alle Schichten der Bevölkerung bezahlbar bleiben. Dabei wird der BKD von der Politik unterstützt: In über 90 Prozent aller Kommunen ist das Kleingartenwesen ein wichtiges Handlungsfeld der Verwaltung.
Der BDG ist Mitglied im Deutschen Naturschutzring.

## Geschichte
Die Entwicklung eines organisierten Kleingartenwesens begann Mitte des 19. Jahrhunderts. Der erste Zusammenschluss, der Reichsverband, wurde am 21. August 1921 gegründet.
Im § 1 der Satzung schrieben die Gründer: „Der Reichsverband der Kleingartenvereine Deutschlands bezweckt unter Fernhaltung parteipolitischer und konfessioneller Bestrebungen den Zusammenschluss aller Inhaber von Kleingärten“. Dieses Ziel hat der Verband bis in die Gegenwart verfolgt, auch wenn Name und Rechtsform im Verlauf seines Bestehens mehrfach gewechselt haben. Im Jahr 1938 erwirtschaftete der eine Million Mitglieder zählende Reichsbund der Kleingärtner und Kleinsiedler Deutschlands e.V. auf einer Gesamtfläche von 45.000 Hektar 350 Millionen kg Obst und 300 Millionen kg Gemüse.

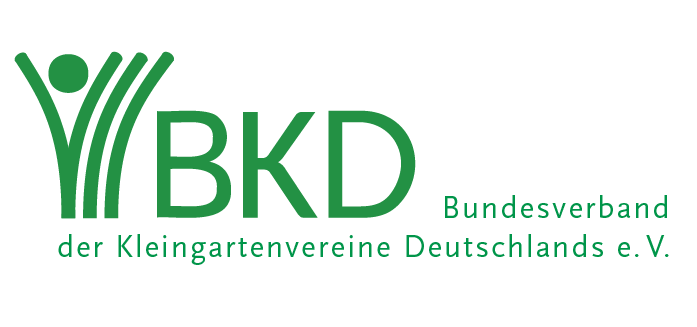
Bundesverband der Kleingartenvereine Deutschlands e. V., Logo

Über vier Jahrzehnte bestanden als Folge der Teilung Deutschlands zwei eigenständige Verbände. In der DDR waren die Kleingärtner im Verband der Kleingärtner, Siedler und Kleintierzüchter (VKSK) organisiert. Seit der Wiedervereinigung sind die mittlerweile 20 Landesverbände unter dem Dach des BKD vereint.

## Landesverbände
| Verband                                                         | Sitz            |
| --------------------------------------------------------------- | --------------- |
| Landesverband der Gartenfreunde Baden-Württemberg e.V.          | Stuttgart       |
| Verband der Kleingärtner Baden-Württemberg e.V.                 | Karlsruhe       |
| Landesverband Bayerischer Kleingärtner e.V.                     | München         |
| Landesverband Berlin der Gartenfreunde e.V.                     | Berlin          |
| Landesverband Brandenburg der Gartenfreunde e.V.                | Werder          |
| Landesverband Braunschweig der Gartenfreunde e.V.               | Braunschweig    |
| Landesverband der Gartenfreunde Bremen e.V.                     | Bremen          |
| Landesbund der Gartenfreunde in Hamburg e.V.                    | Hamburg         |
| Landesverband Hessen der Kleingärtner e.V.                      | Frankfurt a. M. |
| Landesverband der Gartenfreunde Mecklenburg und Vorpommern e.V. | Stäbelow        |
| Landesverband Niedersächsischer Gartenfreunde e.V.              | Hannover        |
| Landesverband der Gartenfreunde Ostfriesland e.V.               | Emden           |
| Landesverband Rheinland der Gartenfreunde e.V.                  | Düsseldorf      |
| Landesverband Rheinland-Pfalz der Kleingärtner e.V.             | Landau          |
| Landesverband Saarland der Kleingärtner e.V.                    | Saarbrücken     |
| Landesverband Sachsen der Kleingärtner e.V.                     | Dresden         |
| Landesverband der Gartenfreunde Sachsen-Anhalt e.V.             | Magdeburg       |
| Landesverband Schleswig-Holstein der Gartenfreunde e.V.         | Ellerhoop       |
| Landesverband Thüringen der Gartenfreunde e.V.                  | Erfurt          |
| Landesverband Westfalen und Lippe der Kleingärtner e.V.         | Lünen           |